# Guerra di Urtatagai (1925-1926)
La guerra di Urtatagai del 1925-1926 fu un conflitto scoppiato tra Unione Sovietica ed Emirato dell'Afghanistan a metà degli anni '20 del Novecento per il controllo dell'isola di Urtatagai, nel fiume Amu Darya, che l'Afghanistan contendeva alla Russia dal 1900,. Negli anni '20, parte del contingente russo presente sull'isola andò in aiuto al movimento dei Bianchi nel corso della guerra civile russa. L'esercito afghano aveva già cercato senza successo di rivendicare le pretese sull'isola con un conflitto nel 1913, ma solo nel 1920 le forze afghane furono in grado di conquistare l'isola senza particolari opposizioni. Il 27 novembre 1925, a causa di ripetute incursioni nel territorio sovietico da parte dei ribelli Basmachi che utilizzavano l'isola come loro base, anche i russi iniziarono ad avanzare pretese sull'isola, e di conseguenza 340 militari sovietici vennero fatti sbarcare ad Urtatagai, ed ebbero uno scontro con gli afghani che terminò con la morte di 12 civili e la cattura di 5 soldati afghani. Il 18 dicembre, il primo ministro afghano inviò una lettera di protesta ai russi, contenente quattro richieste chiave:
- L'abbandono dell'isola da parte dei russi
- Il rilascio dei prigionieri di guerra
- La compensazione delle perdite subite dagli afghani
- Delle scuse ufficiali

Il 19 dicembre, dopo che i sovietici si furono rifiutati di rispondere alla lettera, il governo afghano iniziò a dispiegare le proprie truppe al confine nord del paese. Con sorpresa da parte del governo sovietico, la stampa occidentale si interessò al conflitto, supportando il governo afghano. Di fronte all'incombenza di un conflitto di più ampia portata, i vertici sovietici decisero di affidare ad una commissione congiunta il destino dell'isola di Urtatagai, che passò infine all'Afghanistan. Il 28 febbraio 1926, i sovietici trasferirono l'isola all'Afghanistan con una cerimonia formale. I negoziati riguardanti il riconoscimento ufficiale dei sovietici durarono tutto il mese successivo e dopo che il governo afghano si fu accordato coi russi per contenere i Basmachi al confine, il governo sovietico ufficialmente riconobbe il possesso dell'isola di Urtatagai come parte dello stato afghano, il 15 agosto 1926.